# 特尔泰维尔博卡日
特尔泰维尔博卡日（法語：Teurthéville-Bocage，法語發音：[tœʁtevil bɔkaʒ]）是法国芒什省的一个市镇，属于瑟堡区。

## 地理
特尔泰维尔博卡日（49°35'31"N, 1°23'46"W）面积21.47 平方千米，位于法国诺曼底大区芒什省，该省份为法国西北部沿海省份，西、北、东北三面环大西洋，东起顺时针与卡爾瓦多斯省、奧恩省、马耶讷省和伊勒-维莱讷省接壤。
与特尔泰维尔博卡日接壤的市镇（或旧市镇、城区）包括：布里勒瓦、戈讷维尔-勒泰伊、蒙泰居拉布里塞特、维德科维尔、拉佩尔内勒、勒瓦。

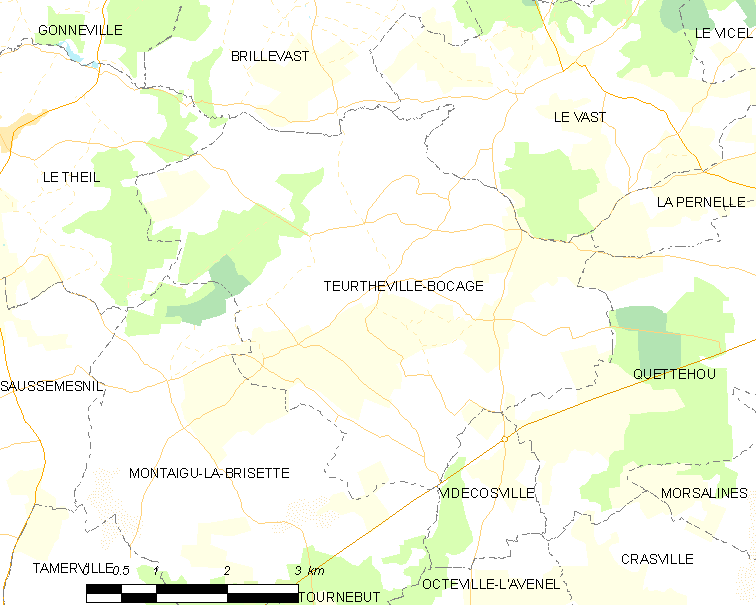
特尔泰维尔博卡日的OSM定位图

特尔泰维尔博卡日的时区为UTC+01:00、UTC+02:00（夏令时）。

## 行政
特尔泰维尔博卡日的邮政编码为50630，INSEE市镇编码为50593。

## 政治
特尔泰维尔博卡日所属的省级选区为赛尔河谷县。

## 人口

1962-2008年间特尔泰维尔博卡日人口变化图示

特尔泰维尔博卡日于2022年1月1日时的人口数量为594人。